# Liste der Kulturdenkmäler in Schladt
In der Liste der Kulturdenkmäler in Schladt sind alle Kulturdenkmäler der rheinland-pfälzischen Ortsgemeinde Schladt aufgeführt. Grundlage ist die Denkmalliste des Landes Rheinland-Pfalz (Stand: 10. August 2023).

## Einzeldenkmäler
| Bezeichnung                          | Lage                                                        | Baujahr                           | Beschreibung                                                                | Bild                           |
| ------------------------------------ | ----------------------------------------------------------- | --------------------------------- | --------------------------------------------------------------------------- | ------------------------------ |
| Katholische Filialkirche St. Blasius | Am Kirchplatz 2 Lage                                        | Anfang des 16. Jahrhunderts       | zweiachsiger Saalbau, Anfang des 16. Jahrhunderts, gotisierender Chor, 1716 | weitere Bilder Fotos hochladen |
| Wohnhaus                             | Brunnenstraße 3 Lage                                        | 1872                              | zweigeschossiger Putzbau, bezeichnet 1872, Backofenvorbau unter Schutzdach  | Fotos hochladen                |
| Friedhofskreuz                       | Liesertalstraße, auf dem Friedhof Lage                      | 1878                              | gotisierendes Altarkreuz, Rotsandstein, bezeichnet 1878                     | weitere Bilder Fotos hochladen |
| Heiligenhäuschen                     | nördlich des Ortes in der Nähe des Wasserhochbehälters Lage | 1812                              | Rotsandstein, bezeichnet 1812                                               | BW                             |
| Heiligenhäuschen                     | nordwestlich des Ortes am Waldrand Lage                     | 1830                              | rund geschlossener Mauerblock, Sandsteinrelief, bezeichnet 1830             | BW                             |
| Schladtermühle                       | südlich des Ortes an der Lieser (Schladtermühle 30) Lage    | erste Hälfte des 19. Jahrhunderts | Wohnhaus, wohl aus der ersten Hälfte des 19. Jahrhunderts, Nebengebäude     | BW                             |